# العلاقات الكويتية المدغشقرية
العلاقات الكويتية المدغشقرية هي العلاقات الثنائية التي تجمع بين الكويت ومدغشقر.

## مقارنة بين البلدين
هذه مقارنة عامة ومرجعية للدولتين:
| وجه المقارنة                                              | الكويت        | مدغشقر                      |
| --------------------------------------------------------- | ------------- | --------------------------- |
| المساحة (كم2)                                             | 17.82 ألف     | 587.04 ألف                  |
| عدد السكان (نسمة)                                         | 4.14 مليون    | 25.57 مليون                 |
| الكثافة السكانية (ن./كم²)                                 | 232.32        | 43.56                       |
| العاصمة                                                   | مدينة الكويت  | أنتاناناريفو                |
| اللغة الرسمية                                             | اللغة العربية | اللغة الملغاشية، لغة فرنسية |
| العملة                                                    | دينار كويتي   | أرياري مدغشقري              |
| الناتج المحلي الإجمالي (بليون دولار)                      | 120.13 مليار  | 11.50 مليار                 |
| الناتج المحلي الإجمالي (تعادل القوة الشرائية) بليون دولار | 290.53 مليار  | 35.51 مليار                 |
| الناتج المحلي الإجمالي الاسمي للفرد دولار أمريكي          | 29.30 ألف     | 401                         |
| الناتج المحلي الإجمالي للفرد دولار أمريكي                 | 73.25 ألف     | 1.44 ألف                    |
| مؤشر التنمية البشرية                                      | 0.816         | 0.510                       |
| رمز المكالمات الدولي                                      | +965          | +261                        |
| رمز الإنترنت                                              | .kw           | .mg                         |
| المنطقة الزمنية                                           | ت ع م+03:00   | ت ع م+03:00                 |

## منظمات دولية مشتركة
يشترك البلدان في عضوية مجموعة من المنظمات الدولية، منها:
| علم المنظمة | اسم المنظمة                               | تاريخ انضمام الكويت | تاريخ انضمام مدغشقر |
| ----------- | ----------------------------------------- | ------------------- | ------------------- |
|             | الاتحاد البريدي العالمي                   | ?                   | ?                   |
|             | يونسكو                                    | 18 نوفمبر 1960      | 10 نوفمبر 1960      |
|             | البنك الدولي للإنشاء والتعمير             | 13 سبتمبر 1962      | 25 سبتمبر 1963      |
|             | منظمة التجارة العالمية                    | ?                   | ?                   |
|             | وكالة ضمان الاستثمار متعدد الأطراف        | 12 أبريل 1988       | 8 يونيو 1988        |
|             | البنك الإفريقي للتنمية                    | ?                   | ?                   |
|             | الاتحاد الدولي للاتصالات                  | 14 أغسطس 1959       | 11 مايو 1961        |
|             | منظمة الشرطة الجنائية الدولية             | ?                   | ?                   |
|             | مؤسسة التمويل الدولية                     | 13 سبتمبر 1962      | 27 سبتمبر 1963      |
|             | الأمم المتحدة                             | 14 مايو 1963        | 20 سبتمبر 1960      |
|             | مؤسسة التنمية الدولية                     | 13 سبتمبر 1962      | 25 سبتمبر 1963      |
|             | منظمة حظر الأسلحة الكيميائية              | ?                   | ?                   |
|             | المركز الدولي لتسوية المنازعات الاستشارية | 4 مارس 1979         | 14 أكتوبر 1966      |

## وصلات خارجية
- موقع وزارة الخارجية الكويتية